# Wikipédia en chewa
Wikipédia en chewa (en chewa : Wikipedia mu Chichewa) est l'édition de Wikipédia en chewa (ou nyanja ou chichewa ou chinyanja), langue bantoue parlée principalement au Malawi, mais aussi en Zambie, au Mozambique et au Zimbabwe. L'édition est lancée en août 2004, mais dans les faits en octobre 2005. Son code est : ny.
Au 21 mars 2025, l'édition en chewa contient 1 067 articles et compte 11 552 contributeurs, dont 21 contributeurs actifs et 2 administrateurs.

## Présentation

Localisation des langues bantoues. Le chewa (nyanja sur la carte) est au centre-est, près du lac Malawi.
Localisation du chewa.

## Statistiques
- Le 26 septembre 2024, l'édition en chewa contient 1 035 articles et compte 11 118 contributeurs, dont 10 contributeurs actifs et 1 administrateur.